# Felix Bloch
Felix Bloch (født 23. oktober 1905, død 10. september 1983) var en schweizisk-amerikansk fysiker, der hovedsageligt arbejdede i USA. Han og Edward Mills Purcell blev tildelt Nobelprisen i fysik i 1952 for "deres udvikling af nye måder og metoder til nukleær magnetisk præcisionsmåling."